# Александар Кутузов
Александар Викторович Кутузов (рус. Александр Викторович Кутузов; 23. новембар 1985, Твер, Совјетски Савез) професионални је руски хокејаш на леду који игра на позицији одбрамбеног играча.
Тренутно игра за екипу Салават Јулајева из Уфе у Континенталној хокејашкој лиги (КХЛ) (од 2014).
Са сениорском репрезентацијом Русије освојио је титулу светског првака на Светском првенству 2014. у Минску.

## Каријера
Кутузов је играчку каријеру започео у јуниорском саставу екипе из свог родног града Твера (ТХК Твер) са којом је потписао и први професионални уговор у сезони 2002/03. Након две сезоне одигране у другој лиги Русије у дресу екипе из Твера, од сезоне 2004/05. прелази у редове екипе МВД која се у то време фузионисала са тимом ТХК. 
Почетком сезоне 2008/09. прелази у редове Њефтехимика у КХЛ лиги, али након свега 4 одигране утакмице (уз учинак од једне асистенције) мења клуб и прелази у редове још једног КХЛ лигаша, екипе Сибира из Новосибирска. У екипи из највећег сибирског града остао је наредне три и по сезоне, да би 13. јануара 2012. прешао у редове Динама из Москве. У екипи Московљана одиграо је свега 4 утакмице и како није успео да се наметне у стандардни тим, већ у априлу исте године враћа се у тим Сибира. 
Након две солидне сезоне у редовима Новосибирчана, и пласмана у плејоф КХЛ у сезони 2013/14. Кутузов потписује двогодишњи уговор са екипом Салават Јулајева из Уфе (16. маја 2014). Током 6 сезона проведених у екипи Сибира, Кутузов је одиграо 303 службене утакмице уз учинак од 26 голова и 67 асистенција.

### Репрезентативна каријера
За селекцију Русије дебитовао је тек 2013. године када је одиграо 3 утакмице Еврохокеј тура и још 4 пријатељска сусрета. Био је део националне селекције која је на Светском првенству 2014. у Минску освојила златну медаљу и титулу светског првака. 
Свој први, и за сада једини погодак у репрезентативном дресу постигао је у утакмици четвртфинала светског првенства против селекције Француске, због чега је у медијима зарадио надимак „Генерал“ (асоцијација на генерала Кутузова који је 1812. поразио Наполеонове трупе). На том светском првенству одиграо је свих 10 утакмица, а остварио је још и две асистенције.
Након освајања титуле светског првака 2014. одликован је (баш као и цео руски тим) орденом части.